# ロングアイランド・マッカーサー空港
ロングアイランド・マッカーサー空港（英語: Long Island MacArthur Airport）は、ニューヨーク州のサフォーク郡イスリップ・タウンのRonkonkoma地区にある民間空港。別名：Islip Airport。
空港の名前は、GHQ最高司令官ダグラス・マッカーサー元帥にちなんでいる。

## 概要
ロングアイランド島の中ほどにあり、ニューヨーク市からはやや離れているが、ロングアイランド鉄道Ronkonkoma線のロンコンコマ駅が近くにあり、それを使ってニューヨーク市内まで行くことが出来る。格安航空会社大手のサウスウエスト航空はこの空港をニューヨークの空港として使用している。

## 就航航空会社
| 航空会社                                  | 就航地 |
| ----------------------------------------- | --- |
| サウスウエスト航空（ゲートA1-A8使用）     | ボルチモア/ワシントン、シカゴ/MDW、フォートローダーデール、フォートマイヤーズ、ラスベガス、オーランド、タンパ、ウェストパームビーチ |
| スピリット航空（ゲートB23使用）           | フォートローダーデール |
| アメリカン・イーグル（ゲートB16-B17使用） | - Air Wisconsinの運行: フィラデルフィア - Colgan Airの運行: ボストン - Piedmont Airlinesの運行: フィラデルフィア                    |